# Троб, Гамильтон Пол
Гамильтон Пол Троб (англ. Hamilton Paul Traub, 18 июня 1890 — 14 июля 1983) — американский ботаник и физиолог растений.

## Биография
Гамильтон Пол Троб родился в штате Иллинойс 18 июня 1890 года. 
Троб работал в Министерстве сельского хозяйства США. Он внёс значительный вклад в ботанику, описав множество видов растений. 
Гамильтон Пол Троб умер в Сан-Диего 14 июля 1983 года. 

## Научная деятельность
Гамильтон Пол Троб специализировался на семенных растениях.

## Научные работы
- Plant Life: Vol. 35 Amaryllis. 1979. En coautoría con R. Mitchel Beauchamp, Harold N. Moldenke, Thomas W. Whitaker. The American Plant Life Society, La Jolla, CA. 128 pp. ISBN 8953076514.
- An introduction to Herbert's Amaryllidaceae, etc. 1837: And related works. 1970. Ed. Cramer. 93 pp.
- The genera of Amaryllidaceae (The Genera of organisms). 1963. American Plant Life Society; 1ª ed. 86 pp.
- Herbertia 1959: Year Book of the American Amaryllis Society 26º, Plant Life Vol. 15, Nº 1, 1959.
- The Amaryllis Manual. 1958, MacMillian, New York.
- Amaryllidaceae: tribe Amarylleae. 1949.
- Papaya production in the United States (Circular / United States Department of Agriculture). 1942. 36 pp.
- Citrus production in the lower Rio Grande valley of Texas. 1930. Bulletin / Texas Agricultural Experiment Station. 60 pp.
- A laboratory course in olericultures. 1926. 140 pp.